# Adolf Knakrick

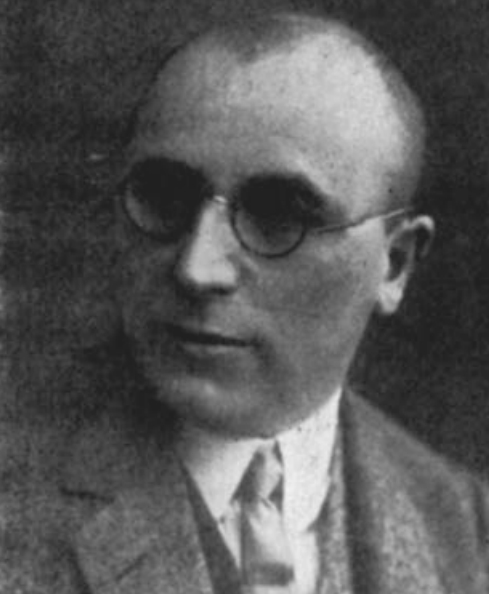
Adolf Knakrick

Adolf Knakrick (* 29. August 1886 in Berlin; † 20. November 1959 in München) war ein deutscher Kommunalpolitiker.

## Werdegang
Nach dem Abitur in Glatz studierte Knakrick Rechtswissenschaften an den Universitäten Tübingen, München und Breslau. Er war seit 1906 Mitglied der katholischen Studentenverbindung AV Guestfalia Tübingen und wurde später noch Mitglied der KDStV Winfridia (Breslau) Münster, beide im CV. Nach dem Studium promovierte er zum Dr. iur. und begann dann das Referendariat am Amtsgericht Wünschelburg sowie am Landgericht Glatz. Während des Ersten Weltkriegs war er als Artillerieoffizier tätig und erhielt das Eiserne Kreuz 1. Klasse. Danach setzte er das Referendariat in Waldenburg, Neisse und Berlin fort und schloss 1920 mit dem zweiten juristischen Staatsexamen ab. Von 1920 bis 1923 war er am Landesfinanzamt Oberschlesien in Oppeln und anschließend bis 1925 bei der Industrie- und Handelskammer in Oppeln tätig. 1925 wurde Knakrick zum ersten Bürgermeister von Beuthen gewählt und erhielt kurz darauf die Bezeichnung Oberbürgermeister. 1933 wurde er von den Nationalsozialisten abgesetzt und kurzzeitig verhaftet. Nach dem Zweiten Weltkrieg arbeitete er als Rechtsanwalt und Notar in Cham und lebte ab 1956 in München.

## Ehrungen
- Großes Verdienstkreuz des Verdienstordens der Bundesrepublik Deutschland (1957)